# SMS V 186
V 186 – niemiecki niszczyciel z okresu I wojny światowej. Siódma jednostka typu V 180. Po wojnie przekazany Wielkiej Brytanii i zezłomowany w 1922 roku.